# Tengeri angyalok
A tengeri angyalok (Gymnosomata), más néven csupasz tengeri pillangók a csigák (Gastropoda) osztályának planktonikus élőlényekből álló alrendje. Tudományos nevük a görög γυμνός gümnosz (csupasz) és a σώμα szóma (test) szavak összetételéből áll. Angyalszárnyra hasonlító úszóikkal mozognak a vízben, amelyekről a nevüket is kapták.

## Elterjedésük
Világszerte megtalálhatók hideg és mérsékelt óceáni vizekben a felszíntől egészen 600 méter mélységig.

## Megjelenésük
A tengeri angyalok zacskós teste hosszúkás kúp- vagy kerek alakú, a fejük enyhén elkülönül a törzstől, de nem rendelkeznek betüremlett köpenyüreggel. A legtöbb faj apró méretű és átlátszó testű, amely segít elrejtőzni ragadozóktól. Az egyik legnagyobb faj a közönséges klion (Clione limacina), amely elérheti az 5 cm hosszúságot is. Fejükön két pár tapogató található, amit egy külön tokba tudnak behúzni. Garatjuk rendkívül rugalmas, melyből különböző fogószervek, horgos nyúlványok és kifordítható szívószervek alakulhatnak ki. Haslábuk szárnyszerű testrésszé fejlődött, ami az úszást teszi lehetővé. Néhány faj még kopoltyúkkal is rendelkezik.

## Életmódjuk
Ezek az állatok a pillangók szárnyaira hasonlító úszóikkal mozognak szakadatlanul fel-le csapkodva, így képesek előre, emelkedve vagy süllyedve haladni, illetve egy helyben maradni. Az úszóik folyamatosan és könnyedén működnek, és testük állásától függően előre haladnak, enyhén emelkednek vagy süllyednek. Néha megfordulnak a tengelyük körül, vagy látszólag mozdulatlanul megmaradnak egy helyen. Azonban csak kevés faj képes az utóbbit elvégezni, és általában pillangószerű mozgássukkal változtatják helyüket. Ha valami idegen test mozgása nyugtalanítja őket úszás közben, összecsapják vagy egyes esetekben behúzzák az úszóikat és a tengerfenékre süllyednek.

## Táplálkozásuk
Ragadozó életmódot folytatnak, és kifejezetten csak közeli fajrokonukkal, a héjas tengeri pillangókkal táplálkoznak. Amikor a tengeri pillangók éjszaka a felszíni vizekre vándorolnak táplálkozni, a tengeri angyalok követik őket. Megvárják, hogy a zsákmány közelebb jöjjön hozzájuk, tapogatóikkal megragadják őket, majd betolják a hasüregükbe, ahol megemésztik a táplálékot. Akár hat hónapig is képesek élelem nélkül élni, viszont az éhezés során jelentősen csökken a méretük.

## Szaporodásuk
Hermafroditák, azaz mind hím, mind nőstény ivarszervvel rendelkeznek. Párzáskor az egyedek több órán keresztül találkoznak, míg megtermékenyítik egymást. Miután megtermékenyültek, a tengeri angyalok egy zselatinos úszó petecsomót raknak le. A lárváknak néhány napig héjuk van a petékből való kikelés után, majd ezt adaptációként elveszítik felnőtté válásuk során, ami alkalmasabbá teszi őket szabadúszó életmódjukhoz.

## Természetes ellenségek
A tengeri angyalok fontos táplálékként szolgálnak több állatfaj számára, beleértve a medúzákat, halakat, bálnákat és madarakat Rendszeresen merülnek mélyebbre, hogy elrejtőzzenek a ragadozóik elől.

## Védettség
Az óceánok savasodása és a megnövekedett óceáni hőmérséklet kevés táplálékkal hagyhatja el a tengeri angyalokat. A táplálékukat a tengeri pillangók adják, akiknek héját kalcium-karbonát képezi. Ahogy az óceán kémiai összetétele megváltozik, egyre kevesebb kalcit és aragonit áll rendelkezésre a tengeri pillangóknak a héjuk építéséhez, ami kisebb populációk kialakulásához vezethet.

## Rendszerezés

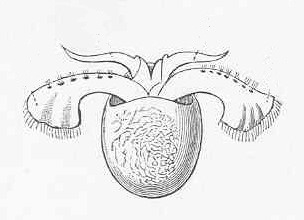
Hydromyles globulosus a Hydromylidae családból

Az alrendbe az alábbi öregcsaládok és családok tartoznak:
- Clionoidea (Rafinesque, 1815)
  - Klionfélék (Clionidae) (Rafinesque, 1815)
  - Cliopsidae (Costa, 1873)
  - Notobranchaeidae (Pelseneer, 1886)
  - Pneumodermatidae (Latreille, 1825)
- Hydromyloidea (Pruvot-Fol, 1942)
  - Hydromylidae (Pruvot-Fol, 1942)
  - Laginiopsidae (Pruvot-Fol, 1922)